# Making Stars
Making Stars es un corto de animación estadounidense de 1935, de la serie de Betty Boop. Fue producido por los estudios Fleischer y distribuido por Paramount Pictures. En él aparece Betty Boop.

## Argumento
En este corto eminentemente musical, Betty Boop es la anfitriona y presentadora de un espectáculo infantil donde los niños que actúan son presentados como las estrellas del futuro.

## Producción
Making Stars es la cuadragésima quinta entrega de la serie de Betty Boop y fue estrenada el 18 de octubre de 1935.